# Middenrijm
Middenrijm is rijm in het midden van twee of meer versregels.
- 't En zijn de joden niet, heer Jezu, die u kruisten,
noch die verraderlijk u togen voor 't gericht,
noch die versmadelijk u spogen in 't gezicht.
(Jacobus Revius)